# Mo’ Horizons
Mo’ Horizons ist ein deutsches Projekt der elektronischen Musik, bestehend aus Mark „Foh“ Wetzler und Ralf Droesemeyer. Sie gründeten die Band 1999 in Hannover. Ihr Musikstil umfasst die Genres Nu Jazz, Latin Electro, Nu Bossa, Bossa Nova, Downtempo, Trip-Hop, Boogaloo, Big Beat, Drum and Bass, Acid Jazz, Dub, Soul und Funk. Sie stehen bei Agogo Records unter Vertrag.

## Diskografie

### Alben
- Come Touch the Sun (1999)
- Remember Tomorrow (2001)
- Mo’ Horizons and the New Bohemian Freedom (2003)
- Sunshine Today (2007)
- Mo’ Horizons and the Banana Soundsystem (2011)
- The Banana Remixes (2015)
- Music Sun Love (2019)[3]
- Mango (2023)

### Singles und EPs
- Hit the Road Jack (Pé na éstrada), feat. Leila Pantel (2000)
- Restyled (2001)
- Superworld (2001)
- So On (2011)
- You Gotta Know It (2019)
- Huele Que Huele (2022)
- Ellas Bloodlines (2022)

### Kompilationen
- Some More Horizons (2005)